# Transcode
Transkodning (Transcoding) kallas direkt digital-till-digital konvertering från en (vanligen förstörande) kodningsmetod till en annan. Det första formatet avkomprimeras på samma sätt som vid uppspelning, resultatet lagras på ett enkelt råformat och omkodas i det nya formatet. Resultatet kommer därför att ackumulera de fel varje kodning infört, såsom lågpassfiltrering av ljud och transformmatematiska artefakter i stillbilder och video.
På grund av kvalitetsproblemen är den vanligaste tillämpningen för metoden överföring av musik, ringsignaler, bakgrundsbilder etcetera för mobiltelefoner.
Transkodning används ibland även om metoder för att ändra kompilerad kod istället för att gå in i källkoden, antingen på grund av att det förstnämnda blir enklare, eller vanligtvis på grund av att man inte har tillgång till källkoden. Ett exempel är när man byter ut funktionsanrop från Direct3D mot motsvarande anrop i OpenGL.